# 모노랩스
모노랩스(영어: Monolabs)는 2018년 6월 창립한 대한민국의 IT 기업이다. 국내 1위 개인 맞춤형 건강기능식품 소분 정기배송 서비스인 IAM_(아이엠)을 비롯하여, 2023년 7월 13일 기준, 의사, 약사, 영양사와 무료 상담, 추천, 구매까지 할 수 있는 IAM_ 20여개의 매장을 운영하고 있으며, 그 밖에 현대인들에게 도움을 되는 간식을 제공하는 스마트스낵(영어: smartsnack), 이너뷰티 서비스인 마마논마마(영어: mamanonmama), 비대면 진료 및 상담 서비스인 우주케어 등의 서비스를 제공하고 있다.

## 개요
모노랩스는 초기에 한국콜마의 57억 규모 투자를 받아 사업을 시작하게 되었다. 개인맞춤형 건강기능식품 서비스인 IAM_은 2020년 12월에 런칭을 하였다. 당시 국내에는 고객의 상태에 따라 영양제를 소분하는 서비스는 없었지만, IAM_은 과학적인 설문과 의사, 약사, 영양사와의 전문 상담을 통하여 고객에게 더 적합한 영양제를 추천하고, 간편하게 먹을 수 있도록 소분하여 배송, 꾸준히 먹도록 섭취 알림 기능 및 사후 관리까지해주고 있다.
기존의 고객들은 본인의 상태에 잘 알지 못 하고, 현재 복용 중인 약물 등과 같이 섭취해서는 안되는 영양제들을 모르고 먹어 혼란을 주었지만, IAM의 서비스는 전문가와 1:1 무료 상담을 통해 그런 것들을 파악하고 고객에게 추천을 해주기 때문에 인기를 끌고 있다.
모노랩스는 이후 메인스트리트인베스트먼트, 티비티, 카카오인베스트먼트, 이마트, 청호나이스, 씨디케이인베스트먼트로 부터 200억원 이상 규모의 투자를 받아 사업을 진행중에 있다.